# Karl Julius Schönberger
Karl Julius Schönberger (* 27. Mai 1804 in Edenkoben; † 2. Februar 1884 in Wiesbaden) war ein deutscher Landrat im Kreis Cochem und Geheimer Regierungsrat.

## Leben
Schönberger besuchte zunächst das Gymnasium in Zweibrücken, an das er nach Ablegung seiner Abiturprüfung ein freiwilliges Jahr beim 30. Infanterie-Regiment „Graf Werder“ anschloss. Nach Beendigung seines Dienstes bei der Preußischen Armee wechselte er erst nach Heidelberg, dann nach Bonn und schließlich nach Berlin, um dort jeweils Kameralwissenschaften zu studieren. Nach dem Studium erhielt er in Trier seine erste Anstellung als Regierungsreferendar und -assistent. Diese Tätigkeit übte er ab dem Jahr 1828 bis zum 1. November 1841 aus, als er aufgrund einer Kabinettsorder von höchster Stelle zum Landrat im Kreis Cochem berufen wurde. In den letzten Jahren seiner Amtszeit, speziell in den Revolutionsjahren 1848/1849, hatte Schönberger in seiner Funktion als Landrat alle Hände voll zu tun, wie dies die vielfältigen noch erhaltenen Aufzeichnungen aus dieser Zeit bezeugen können. Im Januar 1848 ließ er zwar noch verlautbaren, dass die öffentliche Stimmung im Kreis Cochem gut sei, die Umgestaltung der politischen Verhältnisse jedoch große Sensationen verursachen würde. Vom 25. auf den 26. März 1848 kam es in Treis zu Tumulten, deren Ziel die Absetzung der hiesigen Polizei gewesen sei. Zu diesem Zeitpunkt hatte Schönberger ohnehin schon die Wirksamkeit der Polizei in einem nicht geringen Maße angezweifelt. Es kam zwar am 24. April 1848 zur Gründung der Cochemer Bürgerwehr, wie dies auch in anderen Gemeinden schon der Fall gewesen war, allerdings beklagte der Landrat auch hier Untätigkeit der Art, dass man sich nicht trauen würde, sich den Holzfrevlern entgegenzustellen. Als der amtierende Cochemer Bürgermeister Hugo Keiffenheim gar zum Vorstand der örtlichen Bürgerwehr gewählt wurde, verbot ihm Schönberger daraufhin das Bureau der Bürgermeisterei zu betreten. Als es im Dezember 1848 und März 1849 zu politischen Schwierigkeiten um Schönberger gekommen war, setzte man ihn kurzerhand ab und schickte ihn in Urlaub. 1849 versetzte man ihn zunächst nach Königsberg, dann nach Düsseldorf, dann wieder nach Posen und letztlich nach Magdeburg, wo er als Geheimer Regierungsrat in Pension ging.